# أفيبقطس برتغالي
الأفيبقطس البرتغالي (باللاتينية: Epipactis lusitanica) نوع نباتي ينتمي إلى جنس الأفيبقطس من الفصيلة السحلبية.

## الموئل والانتشار
موطن هذا النوع المغرب العربي وإسبانيا والبرتغال.

## مرادفات للاسم العلمي
- (باللاتينية: Epipactis tremolsii subsp. lusitanica (D. Tyteca) Kreutz)